# 莊廷臣
莊廷臣（1576年—？年），字龍祥，號寧宇，直隸常州府武進縣民籍，鎮江府金壇縣人，明朝政治人物。

## 生平
萬曆三十一年（1603年）由學生中式癸卯科應天鄉試第九名舉人，萬曆三十八年（1610年）庚戌科會試第四名，第三甲第四十一名進士。吏部觀政，授浙江溫州府永嘉縣知縣，四十三年乙卯本省同考，四十四年丙辰行取留部，八月陞禮部精膳司主事。歴祠祭司郎中，出为江西湖东道副使，天啓六年四月升湖广下荆南道右参政，七年十月升广东按察使、分守广南道，崇祯初历任浙江右布政使分守金衢道、湖广右布政使分巡郧襄道、湖广左布政使。分守郧阳時，議建魏忠贤生祠，廷臣独争之力。與兄庄起蒙、庄起元著有《四书诗经道窽》。

## 家族
曾祖莊齊，祖莊憲，父莊以蒞，庠生，敕贈文林郎知县；母張氏（敕贈孺人）。永感下。兄起蒙（庠生）；庄起元（同科進士、南戶部主事），弟廷弼（儒士）；起光（把總）；鳴謙（丙午亞魁）；廷祥；撝謙（乙卯舉人）。子春先（府庠生）；瑞先；魁先；長慶。